# Anexo Muctahuitz
Anexo Muctahuitz es una localidad del municipio de Larráinzar ubicado en la región de Los Altos del estado mexicano de Chiapas.

## Geografía
La localidad de Anexo Muctahuitz se sitúa en las coordenadas geográficas 16°52′16″N 92°45′54″O / 16.871111, -92.765000, a una elevación de 2,153 metros sobre el nivel del mar.

## Demografía
Según el Censo de Población y Vivienda 2020, efectuado por el Instituto Nacional de Estadística y Geografía, la localidad de Anexo Muctahuitz tiene 112 habitantes, de los cuales 128 son del sexo masculino y 122 del sexo femenino. Su tasa de fecundidad es de 2.88 hijos por mujer y tiene 48 viviendas particulares habitadas.
| Gráfica de evolución demográfica de Anexo Muctahuitz entre 2010 y 2020 |
|                                                                        |
| INEGI.                                                                 |